# Nemercze (wieś)
Nemercze (ukr. Немерче) – wieś na Ukrainie, w obwodzie winnickim, w rejonie mohylowskim, w hromadzie Wendyczany. W 2001 liczyła 809 mieszkańców, spośród których 793 wskazało jako ojczysty język ukraiński, 11 rosyjski, 4 mołdawski, a 1 ormiański.